# Renée Vivien
Pauline Mary Tarn, nota anche con lo pseudonimo di Renée Vivien (Londra, 11 giugno 1877 – Parigi, 18 novembre 1909), è stata una poetessa britannica che scrisse in lingua francese, soprannominata Saffo 1900.
La Tarn aderì ai modi del Simbolismo, Parnassianesimo e fu anzi fra gli ultimi poeti ad aderire a tale scuola. Una donna dichiaratamente lesbica di alto profilo, nella Parigi della Belle Époque.
Scrisse sia versi che prose poetiche, utilizzando anche lo pseudonimo di Paule Riversdale nelle opere composte in collaborazione con Hélène van Zuylen van Nyevelt.

## Biografia
Era nata a Londra, da padre scozzese e madre statunitense nativa di Jackson. Crebbe a Long Island (New York), Parigi e Londra; infine emigrò ancora giovanissima in Francia.
Nell'ambiente "bohémien" parigino il suo stile di vita e il suo modo di vestire erano altrettanto noti dei suoi versi: viveva lussuosamente, era apertamente lesbica, e aveva una relazione con l'ereditiera e scrittrice statunitense Natalie Clifford Barney. Ebbe inoltre per tutta la vita una passione per una sua amica intima d'infanzia, Violet Shillito, che però rimase sempre sul piano platonico.
Vivien era colta ed aveva viaggiato molto. Aveva passato un inverno in Egitto, visitato la Cina ed esplorato l'Europa e gli USA. I suoi contemporanei la considerarono bella ed elegante, grazie anche ai capelli biondi e agli occhi scuri con riflessi dorati. I digiuni protratti (un'abitudine che avrebbe poi contribuito alla sua morte) l'avevano resa anche relativamente magra.

Viveva lussuosamente a Parigi, in un elegante appartamento a piano terra in avenue du Bois-de-Boulogne, che si apriva su un giardino alla giapponese. La sua casa era piena di mobili ed opere d'arte provenienti dal lontano Oriente. Inoltre, amava i fiori freschi.
Renée Vivien romanzò la morte e, in una sua visita a Londra nel 1908, profondamente abbattuta e oberata dai debiti, tentò il suicidio ingerendo una quantità eccessiva di laudano.  Si distese sul divano, tenendo un mazzo di violette sul cuore. Il tentativo di suicidio fallì, ma in Inghilterra contrasse la pleurite e tornò a Parigi considerevolmente indebolita, tanto da essere costretta a camminare con un bastone.
Morì il 18 novembre 1909, all'età di 32 anni, a causa della pleurite e dell'indebolimento fisico dovuto ai frequenti digiuni. La sua morte fu riportata a quel tempo come suicidio, ma fu probabilmente il risultato di un'anoressia nervosa aggravata dalla pleurite e dall'alcolismo. Fu seppellita al cimitero di Passy, nell'esclusivo sobborgo parigino.
Durante la sua breve vita, Renée Vivien fu conosciuta anche come la "Musa delle violette", soprannome dovuto al suo amore per questo fiore, richiamo al suo amore d'infanzia, Violet Shillito.
Molti dei suoi versi sono velatamente autobiografici e scritti in francese, e la maggior parte di essi non è mai stata tradotta in inglese, sua lingua madre.
La sua poesia fu largamente apprezzata, così come le opere di Natalie Clifford Barney, grazie alla contemporanea riscoperta delle opere di Saffo, l'antica poetessa greca, anch'essa notoriamente lesbica.

## Opere
- Études et préludes (1901), raccolta di poesie.
- Cenere e polvere, a cura di Teresa Campi, Roma 1981 (traduzione italiana di: Cendres et poussières (1902), raccolta di poesie).
- Brumes de Fjords, (1902), prosa poetica; i critici la salutarono come "il più grande poeta dell'anno;
- Évocations (1903), raccolta di traduzioni moderne e adattamenti di testi di Saffo,
- Du vert au violet (1903), prosa poetica, la prima a firma Renée Vivien
- Une femme m'apparut (1904), romanzo autobiografico.
- La dame à la louve (1904), racconti.
- Les Kitarèdes (1904), traduzioni moderne di otto poetesse greche.
- La Vénus des aveugles (1904), raccolta di poesie.
- Donna m'apparve, a cura di Teresa Campi, Roma 1989 (traduzione italiana di: Une femme m'apparut (1905), nuova versione del suo romanzo autobiografico).
- À l'heure des mains jointes (1906), raccolta di poesie.
- Flambeaux éteints (1907), raccolta di poesie.
- Chansons pour mon ombre (1907), antologia poetica.
- Varie prose ironiche e satiriche (1907).
- L'Album de Sylvestre (1908), volume d'aforismi.
- Sillages (1908), raccolta di poesie di prosa poetica.
- Anne Boleyn (1909), biografia.
- Antologie di poesie e di prose, rimaneggiate (1909).
- Dans un coin de violettes, raccolta postuma di poesie.
- Le Vent des vaisseaux, raccolta postuma di poesie.
- Haillons, raccolta postuma di poesie.
- Une Femme m'apparut..., a cura di Patrizia Lo Verde, « I Miti Rivisitati », Collana di Testi in Edizione Critica diretta da Maria Teresa Puleio, Cuecm, 2004 (edizione integrale della prima versione originale pubblicata a Parigi da A. Lemerre il 27 febbraio 1904).